# Brandon Auret
Brandon Auret (Johannesburgo, 27 de diciembre de 1972) es un actor sudafricano, reconocido por interpretar el papel de Leon du Plessis en la serie de televisión Isidingo y a Hippo en la película estadounidense Chappie.

## Primeros años
Auret nació el 27 de diciembre de 1972 en Johannesburgo. Actualmente reside en la ciudad de Gauteng.

## Carrera
Auret interpretó el papel de Leon du Plessis entre 1998 y 2005. Luego actuó en la serie Angel's Song en el papel de William entre 2006 y 2007. Otros de sus créditos en televisión incluyen las series Zet, Egoli: Place of Gold, SOS, Laugh Out Loud, One Way, Wild at Heart y Tshisa.
Auret además tuvo una participación en la laureada película sudafricana District 9.
Sus créditos en las tablas incluyen obras y musicales como Joseph and the Amazing Technicolor Dreamcoat, Sleeping Beauty, The Buddy Holly Story, Aladdin, The Doo-Wah Boys, Summer Holiday, Forever Young, Jukebox Hero, Debbie Does Dallas, Khalushi y Strictly Come Party. Es además copropietario de la compañía de producción "A Breed Apart Pictures".

## Filmografía

### Cine y televisión
| Año       | Título                           | Papel            |
| --------- | -------------------------------- | ---------------- |
| 1998      | The Message                      | Agente Bennett   |
| 2006      | Isidingo                         | Leon du Plessis  |
| 2006      | Angel's Song                     | William Frost    |
| 2006-2007 | One Way                          | Michael Williams |
| 2008      | Hansie: A True Story             | Frans Cronje     |
| 2008      | Swop!                            | David Kane       |
| 2009      | Wild at Heart                    | Piloto           |
| 2009      | District 9                       | Mercenario       |
| 2010      | The Race-ist                     | Fillus           |
| 2010      | Night Drive                      | Ian              |
| 2011      | Expiration                       | William Hunter   |
| 2013      | Durban Poison                    | Piet             |
| 2013      | Elysium                          | Drake            |
| 2013      | Avenged                          | Warren           |
| 2013      | Tanks and Bicycles               | Wickus           |
| 2014      | Outpost 37                       | Savino           |
| 2014      | Prime Circle: Doors              | Astronauta       |
| 2015      | Tiger House                      | Reg              |
| 2015      | Chappie                          | Hippo            |
| 2015      | Tremors 5: Bloodlines            | Johan Dreyer     |
| 2017      | Double Echo                      | Paul Mullen      |
| 2017      | Rakka                            | Nosh             |
| 2018      | Samson                           | Ashdod           |
| 2018      | The Scorpion King: Book of Souls | Jackal           |
| 2023      | Rebel Moon                       | Fauno            |